# Pniewy (Grande Polonia)
Pniewy (in tedesco Pinne) è un comune urbano-rurale polacco del distretto di Szamotuły, nel voivodato della Grande Polonia.
Ricopre una superficie di 158,57 km² e nel 2004 contava 11 917 abitanti.

## Luoghi di interesse
La città conserva una chiesa gotica di San Lorenzo con arredamento barocco ed una chiesa barocca di Spirito Santo, un palazzo del XVIII sec.

## Amministrazione

### Gemellaggi
- Oer-Erkenschwick - Germania
- Halluin - Francia
- Radków - Polonia
- Lübbenau - Brandeburgo, Germania
- Oba - Turchia

## Sport
Vi ha sede il Sokół Pniewy, società di calcio.